# Bitwa pod Eknomos
Bitwa pod Eknomos (zwana też bitwą nad rzeką Himerą) – starcie zbrojne, które miało miejsce w roku 310 p.n.e. pomiędzy armią tyrana Syrakuz Agatoklesa a wojskami kartagińskimi Hamilkara.
Po zajęciu helleńskiego miasta Geli i straceniu 4000 mieszkańców, Agatokles skierował się w kierunku rzeki Himery. Tutaj rozbił obóz nieopodal Eknomos, czekając na wojska kartagińskie.
Pierwszy atak hoplitów syrakuzańskich został odparty przez balearskich procarzy. W tym czasie na tyłach wojsk Agatoklesa pojawiły się kolejne oddziały przysłane z Kartaginy. Wzięci w kleszcze Syrakuzańczycy rozpoczęli ucieczkę. W trakcie panicznego odwrotu Kartagińczycy zabili 7000 przeciwników. Hamilkar stracił zaledwie 500 ludzi.
Zwycięstwo to spowodowało przejście na stronę kartagińską licznych miast sycylijskich.